# Loranitschkia
Loranitschkia är ett släkte av svampar. Loranitschkia ingår i familjen Nitschkiaceae, ordningen Coronophorales, klassen Sordariomycetes, divisionen sporsäcksvampar och riket svampar.
|               | Nitschkia                                |
|               |                                          |
|               | Fracchiaea                               |
|               |                                          |
|               | Acanthonitschkea                         |
|               |                                          |
|               | Coronophora                              |
|               |                                          |
|               | Thaxteria                                |
|               |                                          |
|               | Schizocapnodium                          |
|               |                                          |
|               | Rhagadostoma                             |
|               |                                          |
|               | Janannfeldtia                            |
|               |                                          |
|               | Biciliosporina                           |
|               |                                          |
|               | Rhagadostomella                          |
|               |                                          |
|               | Botryola                                 |
|               |                                          |
|               | Neotrotteria                             |
|               |                                          |
|               | Enchnoa                                  |
|               |                                          |
|               | Bizzozeria                               |
|               |                                          |
|               | Hydronectria                             |
|               |                                          |
|               | Gaillardiella                            |
|               |                                          |
| Loranitschkia | \| \| Loranitschkia viticola \| \| \| \| |
|               | \| \| Loranitschkia viticola \| \| \| \| |
|               | Groenhiella                              |
|               |                                          |
|               | Loranitschkia viticola                   |
|               |                                          |

|  | Loranitschkia viticola |
|  |                        |